# 1851 في ألمانيا
فيما يلي قوائم الأحداث التي وقعت خلال عام 1851 في ألمانيا.

## كتب
من الكتب التي صدرت هذه السنة في ألمانيا:
- 1 يناير – عمارة العناصر الأربعة من تأليف جوتفريد سمبر.

## مواليد

### يناير
- 14 يناير – إرنست هارتفيغ عالم فلك ألماني.[1]
- 14 يناير – لودفيج كلايزن كيميائي ألماني.[2]

### فبراير
- 17 فبراير – روبرت بونيت[3]
- 26 فبراير – كارل ألبيرت بربوس عالم نبات ألماني.

### مارس
- 3 مارس – ياكب بارت
- 16 مارس – بردنهيفر[4]
- 18 مارس – أدلبرت ريكن
- 19 مارس – فريدرش فرانز الثالث، دوق مكلنبورغ-شفيرين الأكبر

### مايو
- 20 مايو – إميل برلينر[5]

### يونيو
- 17 يونيو – كارل موريتز شومان عالم نبات ألماني.

### يوليو
- 28 يوليو – ثيودور لبس فيلسوف ألماني.[6]

### سبتمبر
- 12 سبتمبر – آرثر شوستر فيزيائي ألماني.[7]

### ديسمبر
- 31 ديسمبر – إرنست بيتشي عالم نبات ألماني.

## وفيات

### يناير
- 1 يناير – يوهان هاينريش فردريش لينك (مواليد 1767) عالم نبات ألماني.[8]

### فبراير
- 18 فبراير – كارل غوستاف جاكوب جاكوبي (مواليد 1804) رياضياتي ألماني.

### أبريل
- 30 أبريل – غوستاف كونزي (مواليد 1793) عالم نبات ألماني.

### يونيو
- 6 يونيو – يوهان برنارد فيلهلم يندنبيرغ (مواليد 1781) عالم نبات ألماني.
- 8 يونيو – كارل كريستيان تراوجوت فريدمان غوبيل (مواليد 1794)

### يوليو
- 4 يوليو – كارل فريدريش فون لديبور (مواليد 1786) عالم نبات ألماني.

### أغسطس
- 16 أغسطس – فراهن (مواليد 1782)[9]
- 27 أغسطس – فرديناند من ساكس-كوبرغ وغوتا (مواليد 1785) أمير ألماني.

### سبتمبر
- 6 سبتمبر – كارل ديتريش ايبرهارد كونيغ (مواليد 1774)[10]

### ديسمبر
- 10 ديسمبر – كارل درايس (مواليد 1785)[11]